# 1725 en arts plastiques
| Années des arts plastiques : 1722 - 1723 - 1724 - 1725 - 1726 - 1727 - 1728    |
| Décennies des arts plastiques : 1690 - 1700 - 1710 - 1720 - 1730 - 1740 - 1750 |

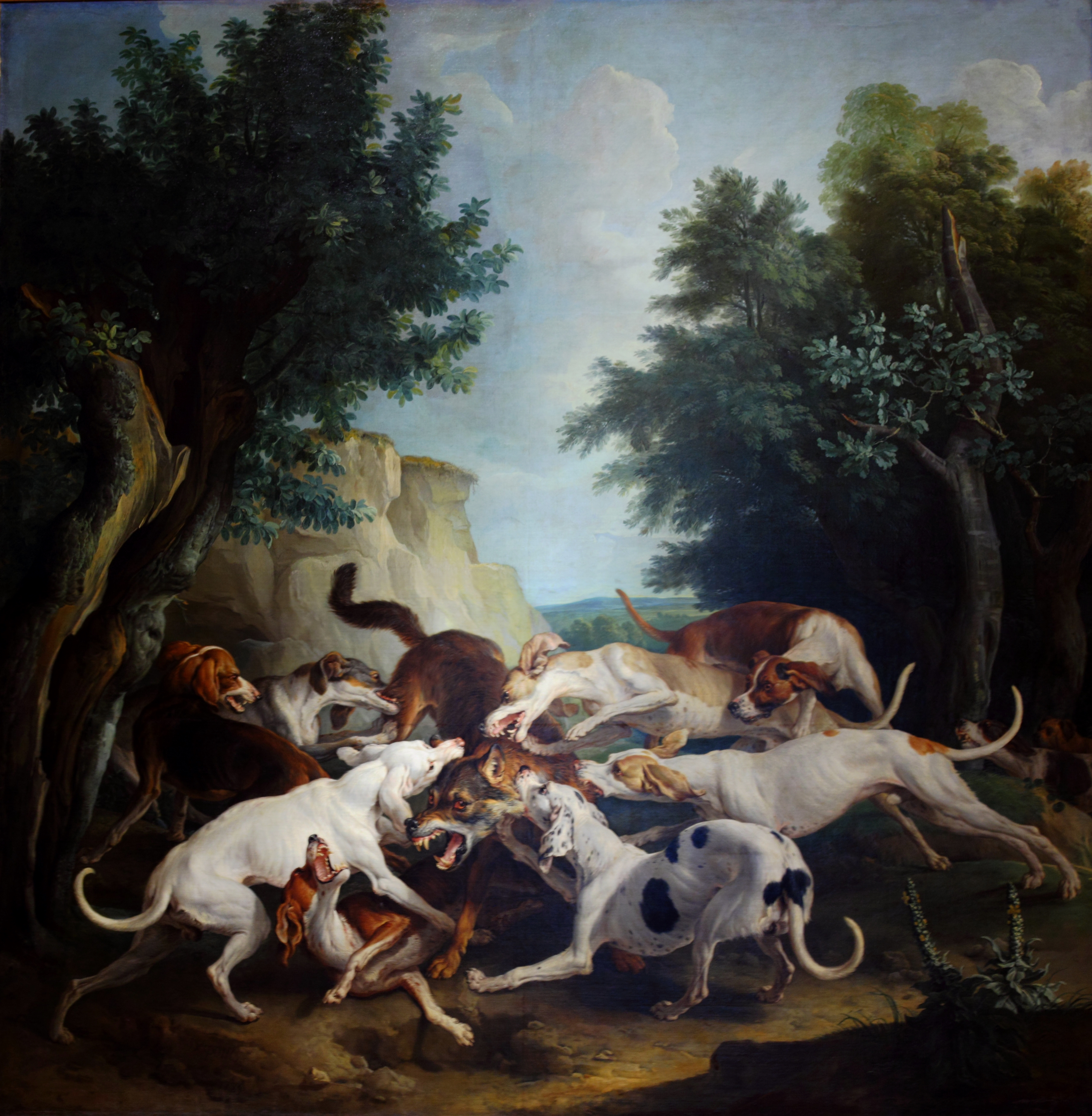
La chasse au loup, toile d'Alexandre-François Desportes.

Cette page concerne l'année 1725 en arts plastiques.

## Naissances
- 15 juin : Johann Baptist Enderle, peintre baroque bavarois († 15 février 1798),
- 21 août : Jean-Baptiste Greuze, peintre français († 21 mars 1805),
- 8 novembre : Martin Knoller, peintre autrichien actif en Italie († 24 juillet 1804),
- ? :
  - Francesco Battaglioli, peintre italien († 1796),
  - Giuseppe Canale, graveur italien († 1802),
  - Antonio Dusi, peintre italien († 1776),
  - Antonio Orgiazzi, peintre baroque rococo italien († vers 1790),
  - Nicola Peccheneda, peintre italien († 4 novembre 1804),
- Vers 1725 :
- Suzuki Harunobu (Hozumi Jihei), peintre et graveur japonais († vers 1770).

## Décès
- 5 février : Christoph Weigel, graveur, galeriste et éditeur allemand (° 9 novembre 1654),
- 2 mars : José Benito Churriguera, architecte et sculpteur baroque espagnol (° 1665),
- 26 mai : Louis Chéron, peintre, illustrateur, graveur et professeur d’art français naturalisé britannique (° 2 septembre 1660),
- 2 septembre : Charles-François Poerson, peintre français (° 20 octobre 1653),
- 11 septembre : Giuseppe Gambarini,  peintre italien (° 17 mars 1680).
- ? :
  - Giovanni Girolamo Bonesi, peintre baroque italien de l'école bolonaise (° 1653),
  - Cristóbal Hernández de Quintana, peintre baroque espagnol (° 1651),
  - Pierre II Mignard, peintre et architecte français (° 20 février 1640).